# Reichstagswahlkreis Königreich Sachsen 19

Die Wahlkreisaufteilung des Deutschen Reichs.

Der Reichstagswahlkreis Königreich Sachsen 19 (in der reichsweiten Durchnummerierung auch Reichstagswahlkreis 303; auch Reichstagswahlkreis Stollberg-Lößnitz-Schneeberg-Hartenstein oder Reichstagswahlkreis Amtshauptmannschaft Chemnitz genannt) war der neunzehnte Reichstagswahlkreis für das Königreich Sachsen für die Reichstagswahlen im Deutschen Reich und im Norddeutschen Bund von 1867 bis 1918.

## Wahlkreiszuschnitt
Der Wahlkreis umfasste die Amtshauptmannschaft Chemnitz ohne die Amtsbezirke Chemnitz und Limbach; Gemeinde Mülsen St. Niclas der Amtshauptmannschaft Glauchau; Amtsgerichtsbezirke Lößnitz und Schneeberg, Gemeinden Aue, Auerhammer, Grünhain, Bernsbach, Waschleithe und die Gutsbezirke Klösterlein und Förstel der Amtshauptmannschaft Schwarzenberg; Gemeinden Niederhaßlau mit Gutsbezirk, Oberhaßlau, Rosenthal bei Hartenstein und Vielau mit Gutsbezirk der Amtshauptmannschaft Zwickau; Gemeinden Elterlein, Schwarzbach bei Scheibenberg, Geyer, Dörfel, Hermannsdorf und Tannenberg mit Gutsbezirk der Amtshauptmannschaft Annaberg.
Dies entsprach ursprünglich den Gerichtsamtsbezirken Stollberg, Hartenstein, Lößnitz, Schneeberg, Grünhain und Geyer.
Der Wahlkreis war eine Parteihochburg der SPD.
| Jahr | Einwohner |
| ---- | --------- |
| 1890 | 279.718   |
| 1895 | 334.569   |
| 1900 | 421.749   |
| 1905 | 499.947   |
| 1910 | 571.511   |

|      | Landwirtschaft | Industrie und Gewerbe | Handel und Dienstleistungen |
| ---- | -------------- | --------------------- | --------------------------- |
| 1895 | 11,8           | 53,4                  | 34,8                        |
| 1907 | 6,0            | 58,1                  | 35,9                        |

|      | Evangelisch | Katholisch |
| ---- | ----------- | ---------- |
| 1890 | 96,9        | 2,6        |
| 1905 | 95,1        | 4,0        |
| 1910 | 94,9        | 3,9        |

## Abgeordnete
| Wahl                                        | Abgeordneter                 | Partei   | Bild |
| ------------------------------------------- | ---------------------------- | -------- | ---- |
| Reichstagswahl Februar 1867 bis August 1867 | Heinrich Minckwitz           | DFP      |      |
| Reichstagswahl August 1867 bis 1871         | Wilhelm Liebknecht           | SVP      |      |
| Reichstagswahl 1871 bis 1874                | Heinrich Minckwitz           | DFP      |      |
| Reichstagswahl 1874 bis 1881                | Wilhelm Liebknecht           | SDAP/SAP |      |
| Reichstagswahl 1881 bis 1886                | Karl Friedrich Ebert         | DKP      | 0    |
| Ersatzwahl 1886 bis 1887                    | Friedrich Geyer              | SPD      | 0    |
| Reichstagswahl 1887 bis 1893                | Christoph Friedrich Kurlbaum | NLP      | 0    |
| Reichstagswahl 1893 bis 1903                | Julius Seifert               | SAP/SPD  | 0    |
| Reichstagswahl 1903 bis 1909                | Hermann Goldstein            | SPD      |      |
| Ersatzwahl 1909 bis 1918                    | Georg Schöpflin              | SPD      |      |

## Wahlen

### 1867 (Februar)
Es fanden zwei Wahlgänge statt. Die Zahl der gültigen Stimmen betrug im ersten Wahlgang 11.523.
| Kandidat                  | Partei | Stimmen | in % | Anmerkungen |
| ------------------------- | ------ | ------- | ---- | ----------- |
| Graf zur Lippe-Weißenfeld | 0      | 4127    | 0    | 0           |
| Heinrich Minckwitz        | F      | 3304    | 0    | 0           |

In der Stichwahl wurden 10.346 gültige Stimmen abgegeben.
| Kandidat           | Partei | Stimmen | in % | Anmerkungen |
| ------------------ | ------ | ------- | ---- | ----------- |
| Heinrich Minckwitz | F      | 6284    | 0    | 0           |

### 1867 (August)
Es fanden zwei Wahlgänge statt. Die Zahl der gültigen Stimmen betrug im ersten Wahlgang 4638.
| Kandidat                  | Partei                     | Stimmen | in % | Anmerkungen |
| ------------------------- | -------------------------- | ------- | ---- | ----------- |
| Wilhelm Liebknecht        | bkF (ab August 1869: SDAP) | 1938    | 0    | 0           |
| Graf zur Lippe-Weißenfeld | 0                          | 1464    | 0    | 0           |
| Heinrich Minckwitz        | F                          | 931     | 0    | 0           |
| 0                         | Sonstige                   | 25      | 0    | 0           |

In der Stichwahl wurden 6613 gültige Stimmen abgegeben.
| Kandidat                  | Partei                     | Stimmen | in % | Anmerkungen |
| ------------------------- | -------------------------- | ------- | ---- | ----------- |
| Wilhelm Liebknecht        | bkF (ab August 1869: SDAP) | 4296    | 0    | 0           |
| Graf zur Lippe-Weißenfeld | 0                          | 2317    | 0    | 0           |

### 1871
Es fand ein Wahlgang statt. 18.275 Männer waren wahlberechtigt. Die Zahl der abgegebenen Stimmen betrug 9369, 77 Stimmen waren ungültig. Die Wahlbeteiligung betrug 51,7 %.
| Kandidat           | Partei   | Stimmen | in % | Anmerkungen |
| ------------------ | -------- | ------- | ---- | ----------- |
| Heinrich Minckwitz | F        | 5204    | 0    | 0           |
| Wilhelm Liebknecht | S (Eis)  | 3981    | 0    | 0           |
| 0                  | Sonstige | 284     | 0    | 0           |

### 1874
Es fand ein Wahlgang statt. 20.819 Männer waren wahlberechtigt. Die Zahl der abgegebenen Stimmen betrug 12.595, 95 Stimmen waren ungültig. Die Wahlbeteiligung betrug 61,0 %.
| Kandidat           | Partei   | Stimmen | in % | Anmerkungen |
| ------------------ | -------- | ------- | ---- | ----------- |
| Wilhelm Liebknecht | S (Eis)  | 8141    | 0    | 0           |
| Heinrich Minckwitz | F        | 4444    | 0    | 0           |
| 0                  | Sonstige | 10      | 0    | 0           |

### 1877
Es fand ein Wahlgang statt. 23.710 Männer waren wahlberechtigt. Die Zahl der abgegebenen Stimmen betrug 13.865, 96 Stimmen waren ungültig. Die Wahlbeteiligung betrug 58,9 %.
| Kandidat           | Partei   | Stimmen | in % | Anmerkungen |
| ------------------ | -------- | ------- | ---- | ----------- |
| Wilhelm Liebknecht | S        | 7256    | 0    | 0           |
| Karl Uhlmann       | F        | 6600    | 0    | Baumeister  |
| 0                  | Sonstige | 9       | 0    | 0           |

### 1878
Es fand ein Wahlgang statt. 23.409 Männer waren wahlberechtigt. Die Zahl der abgegebenen Stimmen betrug 15.018, 145 Stimmen waren ungültig. Die Wahlbeteiligung betrug 64,8 %.
| Kandidat           | Partei   | Stimmen | in % | Anmerkungen |
| ------------------ | -------- | ------- | ---- | ----------- |
| Wilhelm Liebknecht | S        | 7906    | 0    | 0           |
| Ludwig Loewe       | F        | 7101    | 0    | 0           |
| 0                  | Sonstige | 11      | 0    | 0           |

### 1881
Es fand ein Wahlgang statt. 23.670 Männer waren wahlberechtigt. Die Zahl der abgegebenen Stimmen betrug 13.263, 145 Stimmen waren ungültig. Die Wahlbeteiligung betrug 56,6 %.
| Kandidat             | Partei   | Stimmen | in % | Anmerkungen |
| -------------------- | -------- | ------- | ---- | ----------- |
| Karl Friedrich Ebert | K        | 8588    | 0    | 0           |
| Wilhelm Liebknecht   | S        | 4653    | 0    | 0           |
| 0                    | Sonstige | 22      | 0    | 0           |

### 1884
Es fand ein Wahlgang statt. 25.838 Männer waren wahlberechtigt. Die Zahl der abgegebenen Stimmen betrug 13.796, 141 Stimmen waren ungültig. Die Wahlbeteiligung betrug 53,9 %.
| Kandidat             | Partei   | Stimmen | in % | Anmerkungen |
| -------------------- | -------- | ------- | ---- | ----------- |
| Karl Friedrich Ebert | K        | 7692    | 0    | 0           |
| 0                    | S        | 6065    | 0    | 0           |
| 0                    | Sonstige | 39      | 0    | 0           |

### Ersatzwahl 1886
Ebert legte das beanstandete Mandat am 5. Februar 1886 nieder und es kam zu einer Ersatzwahl am 2. März 1886. Es fand ein Wahlgang statt. 26.790 Männer waren wahlberechtigt. Die Zahl der abgegebenen Stimmen betrug 16.098, 84 Stimmen waren ungültig. Die Wahlbeteiligung betrug 60,4 %.
| Kandidat        | Partei   | Stimmen | in % | Anmerkungen |
| --------------- | -------- | ------- | ---- | ----------- |
| 0               | K        | 7674    | 0    | 0           |
| Friedrich Geyer | S        | 8420    | 0    | 0           |
| 0               | Sonstige | 4       | 0    | 0           |

### 1887
Es fand ein Wahlgang statt. 27.191 Männer waren wahlberechtigt. Die Zahl der abgegebenen Stimmen betrug 21.501, 157 Stimmen waren ungültig. Die Wahlbeteiligung betrug 79,7 %.
| Kandidat                     | Partei   | Stimmen | in % | Anmerkungen |
| ---------------------------- | -------- | ------- | ---- | ----------- |
| Christoph Friedrich Kurlbaum | NLP      | 13.393  | 0    | 0           |
| 0                            | F        | 998     | 0    | 0           |
| 0                            | S        | 7106    | 0    | 0           |
| 0                            | Sonstige | 4       | 0    | 0           |

### 1890
Die Kartellparteien NLP und Konservative hatten sich auf den nationalliberalen Kandidaten geeinigt. Der Df hatte bereits vor der Hauptwahl angekündigt, in einer Stichwahl zur Wahl des SPD-Kandidaten aufzurufen. Zu dieser kam es aber nicht. Es fand ein Wahlgang statt. 27.821 Männer waren wahlberechtigt. Die Zahl der abgegebenen Stimmen betrug 23.007, 98 Stimmen waren ungültig. Die Wahlbeteiligung betrug 82,7 %.
| Kandidat                     | Partei   | Stimmen | in % | Anmerkungen    |
| ---------------------------- | -------- | ------- | ---- | -------------- |
| Höhne                        | DF       | 733     | 3,2  | Fabrikbesitzer |
| Christoph Friedrich Kurlbaum | NLP      | 8909    | 38,9 | 0              |
| Julius Seifert               | SPD      | 13.264  | 57,9 | 0              |
| 0                            | Sonstige | 3       | 0,0  | 0              |

### 1893
Konservative, NLP, DSP, BdL und Fortschritt riefen zur Wahl von Rumpelt auf. Es fand ein Wahlgang statt. 29.565 Männer waren wahlberechtigt. Die Zahl der abgegebenen Stimmen betrug 23.668, 111 Stimmen waren ungültig. Die Wahlbeteiligung betrug 80,1 %.
| Kandidat       | Partei   | Stimmen | in % | Anmerkungen                      |
| -------------- | -------- | ------- | ---- | -------------------------------- |
| Rudolf Virchow | DF       | 109     | 0,4  | 0                                |
| Anselm Rumpelt | K        | 9048    | 38,4 | Dr. jur., Amtshauptmann Glauchau |
| Julius Seifert | SPD      | 14.385  | 61,1 | 0                                |
| 0              | Sonstige | 15      | 0,1  | 0                                |

### 1898
Auch wenn es keine formellen Wahlaufrufe gab, war Theuerkorn der Kandidat der bürgerlichen Parteien. Es fand ein Wahlgang statt. 32.046 Männer waren wahlberechtigt. Die Zahl der abgegebenen Stimmen betrug 23.041, 96 Stimmen waren ungültig. Die Wahlbeteiligung betrug 71,9 %.
| Kandidat        | Partei   | Stimmen | in % | Anmerkungen |
| --------------- | -------- | ------- | ---- | ----------- |
| Otto Theuerkorn | DSR      | 9209    | 40,1 | 0           |
| Julius Seifert  | SPD      | 13.730  | 59,9 | 0           |
| 0               | Sonstige | 6       | 0,0  | 0           |

### 1903
Die Kandidatensuche erwies sich für die bürglichen Parteien als schwierig, da die Position der SPD zu stark war. Etwa ein Dutzend Kandidaten wurden angefragt und lehnten ab. Zuletzt entschied man sich für Hänel als Verlegenheitskandidaten. Es fand ein Wahlgang statt. 35.553 Männer waren wahlberechtigt. Die Zahl der abgegebenen Stimmen betrug 29.830, 140 Stimmen waren ungültig. Die Wahlbeteiligung betrug 71,9 %.
| Kandidat               | Partei   | Stimmen | in % | Anmerkungen            |
| ---------------------- | -------- | ------- | ---- | ---------------------- |
| Eduard Friedrich Hänel | K        | 9246    | 31,1 | Bergarbeiter, Oelsnitz |
| Friedrich Naumann      | NS       | 291     | 1,0  | 0                      |
| Hermann Goldstein      | SPD      | 20.096  | 67,7 | 0                      |
| Felix Porsch           | Zentrum  | 43      | 0,2  | 0                      |
| 0                      | Sonstige | 14      | 0,0  | 0                      |

### 1907
Der gemeinsame bürgerliche Kandidat Löscher war zwar parteilos, versprach aber bei einer Wahl der konservativen Fraktion (Reichspartei) im Reichstag beizutreten. Es fand ein Wahlgang statt. 37.444 Männer waren wahlberechtigt. Die Zahl der abgegebenen Stimmen betrug 33.763, 105 Stimmen waren ungültig. Die Wahlbeteiligung betrug 90,2 %.
| Kandidat                  | Partei   | Stimmen | in % | Anmerkungen     |
| ------------------------- | -------- | ------- | ---- | --------------- |
| Friedrich Hermann Löscher | RP       | 14.606  | 43,4 | Pastor, Zwönitz |
| Hermann Goldstein         | SPD      | 19.000  | 56,5 | 0               |
| Matthias Erzberger        | Zentrum  | 36      | 0,1  | 0               |
| 0                         | Sonstige | 16      | 0,0  | 0               |

### Ersatzwahl 1909
Nach dem Tod von Goldstein kam es zu einer Ersatzwahl. Auch hier einigten sich die bürgerlichen Parteien auf einen gemeinsamen Kandidaten. Es fand ein Wahlgang am 7. September 1909 statt. Die Zahl der abgegebenen Stimmen betrug 30.813, 168 Stimmen waren ungültig. Die Wahlbeteiligung betrug 78,7 %.
| Kandidat        | Partei   | Stimmen | in % | Anmerkungen                     |
| --------------- | -------- | ------- | ---- | ------------------------------- |
| Vorwerk         | NLP      | 9444    | 30,8 | Schuldirektor, Untersachsenberg |
| Georg Schöpflin | SPD      | 21.190  | 69,2 | 0                               |
| 0               | Sonstige | 11      | 0,0  | 0                               |

### 1912
Lediglich die Linksliberalen traten nicht dem Bündnis der bürgerlichen Parteien bei, die Köhler unterstützen. Es fand ein Wahlgang statt. 40.703 Männer waren wahlberechtigt. Die Zahl der abgegebenen Stimmen betrug 35.054, 269 Stimmen waren ungültig. Die Wahlbeteiligung betrug 86,1 %.
| Kandidat                   | Partei   | Stimmen | in % | Anmerkungen      |
| -------------------------- | -------- | ------- | ---- | ---------------- |
| Albert Traeger             | FoVP     | 2120    | 6,1  | 0                |
| Richard Moritz Karl Köhler | K        | 10.371  | 29,8 | Pastor, Freiberg |
| Georg Schöpflin            | SPD      | 22.279  | 64,1 | 0                |
| 0                          | Sonstige | 15      | 0,0  | 0                |